# Dmitri Igorewitsch Suranowitsch
Dmitri Igorewitsch Suranowitsch, auch Dmitry Suranovich (russisch Дмитрий Игоревич Суранович; * 27. Juni 1995 in Minsk, Belarus) ist ein russischer Automobilrennfahrer.

## Karriere
Suranowitsch begann seine Motorsportkarriere 2008 im Kartsport, in dem er bis 2011 aktiv war. Unter anderem gewann er 2009 die russische KF3-Meisterschaft und 2010 die russische KF2-Meisterschaft. 2011 debütierte er zudem im Formelsport und nahm für Euronova Racing an vier Rennwochenenden der Formel Abarth teil. Er wurde 24. in der italienischen und 25. in der europäischen Wertung.
2012 begann Suranowitsch das Jahr für Victory Motor Racing startend in der Toyota Racing Series, der höchsten Monoposto-Klasse Neuseelands. In Timaru erzielte er mit einem zweiten Platz seine erste Podest-Platzierung im Formelsport. Er schloss die Saison auf dem zwölften Platz in der Fahrerwertung ab. Anschließend nahm Suranowitsch an der Saison der GP3-Serie für Marussia Manor Racing teil. Er hatte bereits 2011 Testfahrten für das Team absolviert. Suranowitsch blieb ohne Punkte und beendete die Saison auf dem 23. Platz, während sein Teamkollege Tio Ellinas ein Rennen gewann.
2013 wechselte Suranowitsch zu Fortec in die europäische Formel-3-Meisterschaft. Nach einer Veranstaltung endete sein Engagement bereits, da er aufgrund einer Rückenverletzung von weiteren Teilnahmen absah. Weitere Einsätze absolvierte Suranowitsch schließlich in der brasilianischen Formel-3-Meisterschaft, in der er Vizemeister wurde.

## Karrierestationen
| - 2008–2011: Kartsport - 2011: Formel Abarth, italienisch (Platz 24) - 2011: Formel Abarth, europäisch (Platz 25) | - 2012: Toyota Racing Series (Platz 12) - 2012: GP3-Serie (Platz 23) - 2013: Europäische Formel 3 | - 2013: Brasilianische Formel 3 (Platz 2) |